# Emma Wiesner
Emma Christina Wiesner, född 11 november 1992 i Trosa-Vagnhärads församling, Södermanlands län, är en svensk civilingenjör och politiker för Centerpartiet. Sedan den 4 februari 2021 är hon ledamot av Europaparlamentet.

## Utbildning och yrkeskarriär
Wiesner tog civilingenjörsexamen vid Uppsala universitet 2017. Under sina studier gjorde hon hösten 2016 en praktik som policyrådgivare vid Svenskt Näringslivs kontor i Bryssel. Efter examen arbetade hon som analytiker vid Sweco åren 2017–2019. Hon gick sedan över till Northvolt där hon arbetade med public affairs inom hållbarhetsfrågor. I juni 2020 fick hon en plats i Energimarknadsinspektionens (Ei) insynsråd.

## Politisk karriär
Wiesner inledde sitt politiska engagemang som 13-åring, efter att ha sett Al Gores film En obekväm sanning. I en intervju med tidningen Fokus sa hon att först övervägde Miljöpartiet "men efter två veckor insåg jag att jag är liberal. Jag tror på att individen står i centrum och jag är teknikoptimist". Hon gick med i Centerpartiets ungdomsförbund och startade en förbundsavdelning i Västerås, därefter blev hon 2008 distriktsordförande i Västmanland. Mellan 2015 och 2018 satt hon i Centerstudenters förbundsstyrelse.
Efter Annie Lööfs avgång 2022 kandiderade Wiesner till posten som partiledare. Hon ingick dock inte i den trio som valberedningen lyfte fram och vid en extra stämma året därpå valdes Muharrem Demirok till partiledare.

### Europaparlamentariker
I Europaparlamentsvalet 2019 stod Wiesner på tredje plats på Centerpartiets valsedel. Hennes kampanjslogan var ”Ny energi till Europa” och hennes kampanj fokuserade på att öka andelen förnybar energi i EU. Wiesner blev inte invald då hennes 20 683 kryss enbart räckte till 4,6 procent. Händelsen vållade debatt om personvalsspärren.
Efter att Fredrick Federley avgått i december 2020 meddelade Centerpartiet den 11 december 2020 att Wiesner skulle ta över hans plats i Europaparlamentet. Hon tillträdde formellt den 4 februari 2021. Hon var 28 år gammal när hon tillträdde och blev Sveriges och den liberala gruppen Renew Europes yngsta Europaparlamentariker.
I Europaparlamentsvalet 2024 var Wiesner Centerpartiets toppkandidat. Partiet backade i valet, men behöll sina två mandat.
Wiesner är sedan 2021 ordinarie ledamot i miljöutskottet (ENVI) och suppleant i utskottet för jordbruk och landsbygdens utveckling (AGRI), samt sedan 2024 ledamot i fiskeriutskottet (PECH) och vice ordförande i delegationen för förbindelserna med Japan. Hon var även 2021–2022 ledamot av fiskeriutskottet, samt 2021–2024 suppleant i industri- och energiutskottet (ITRE) och 2021 suppleant i det tillfälliga utskottet för djurtransporter (ANIT).